# Iván Tapia
Iván Alejo Tapia (Buenos Aires, 23 novembre 1998) è un calciatore argentino, centrocampista del Barracas Central.

## Biografia
È figlio del presidente dell'AFA Claudio Tapia e nipote del sindacalista Hugo Moyano.

## Caratteristiche tecniche
È un centrocampista offensivo.

## Carriera
Tapia ha iniziato la sua carriera con il Barracas Central dove ha debuttato nella stagione 2015 del Primera B Metropolitana, in un incontro vinto 5-4 contro il Dep. Riestra. Ha segnato la sua prima rete il 21 aprile 2018 nel pareggio per 2-2 contro il Def. de Belgrano. Con i biancorossi è rimasto complessivamente per nove stagioni raggiungendo anche la promozione in Primera División nel 2022. Il 4 giugno 2022 ha giocato il suo primo incontro nella massima divisione argentina nel pareggio per 1-1 contro il Central Córdoba (SdE), dove ha trovato anche il suo primo gol nella competizione.
Il 24 gennaio 2024 è stato acquistato a titolo definitivo dal San Lorenzo.

## Statistiche

### Presenze e reti nei club
Statistiche aggiornate al 4 maggio 2025.
| Stagione                | Squadra                 | Campionato              | Campionato | Campionato | Coppe nazionali | Coppe nazionali | Coppe nazionali | Coppe continentali | Coppe continentali | Coppe continentali | Altre coppe | Altre coppe | Altre coppe | Totale | Totale | Totale |
| Stagione                | Squadra                 | Comp                    | Pres       | Reti       | Comp            | Pres            | Reti            | Comp               | Pres               | Reti               | Comp        | Pres        | Reti        | Pres   | Reti   |        |
| ----------------------- | ----------------------- | ----------------------- | ---------- | ---------- | --------------- | --------------- | --------------- | ------------------ | ------------------ | ------------------ | ----------- | ----------- | ----------- | ------ | ------ | ------ |
| 2015                    | Barracas Central        | PBM                     | 1          | 0          | -               | -               | -               | -                  | -                  | -                  | -           | -           | -           | 1      | 0      |        |
| 2016-2017               | Barracas Central        | PBM                     | 14         | 0          | -               | -               | -               | -                  | -                  | -                  | -           | -           | -           | 14     | 0      |        |
| 2017-2018               | Barracas Central        | PBM                     | 10         | 1          | -               | -               | -               | -                  | -                  | -                  | -           | -           | -           | 10     | 1      |        |
| 2018-2019               | Barracas Central        | PBM                     | 21         | 3          | CA              | 2               | 0               | -                  | -                  | -                  | -           | -           | -           | 23     | 3      |        |
| 2019-2020               | Barracas Central        | PBN                     | 19         | 1          | -               | -               | -               | -                  | -                  | -                  | -           | -           | -           | 19     | 1      |        |
| 2020                    | Barracas Central        | PBN                     | 8          | 1          | -               | -               | -               | -                  | -                  | -                  | -           | -           | -           | 8      | 1      |        |
| 2021                    | Barracas Central        | PBN                     | 36         | 5          | -               | -               | -               | -                  | -                  | -                  |             | -           | -           | 36     | 5      |        |
| 2022                    | Barracas Central        | PD                      | 25         | 5          | CA+CdL          | 2+14            | 0+2             | -                  | -                  | -                  | -           | -           | -           | 41     | 7      |        |
| 2023                    | Barracas Central        | PD                      | 27         | 4          | CA+CdL          | 2+14            | 0+2             | -                  | -                  | -                  | -           | -           | -           | 43     | 6      |        |
| gen.-lug. 2024          | San Lorenzo             | PD                      | 2          | 0          | CA+CdL          | 1+3             | 0               | CL                 | 0                  | 0                  | -           | -           | -           | 6      | 0      |        |
| ago.-dic. 2024          | Barracas Central        | PD                      | 19         | 0          | CA              | 1               | 0               | -                  | -                  | -                  | -           | -           | -           | 20     | 0      |        |
| 2025                    | Barracas Central        | PD                      | 14         | 1          | CA              | 1               | 0               | -                  | -                  | -                  | -           | -           | -           | 15     | 1      |        |
| Totale Barracas Central | Totale Barracas Central | Totale Barracas Central | 194        | 21         |                 | 36              | 4               |                    | -                  | -                  |             | -           | -           | 230    | 25     |        |
| Totale carriera         | Totale carriera         | Totale carriera         | 196        | 21         |                 | 40              | 4               |                    | 0                  | 0                  |             | -           | -           | 236    | 25     |        |

## Palmarès

### Club

#### Competizioni nazionali
- Primera B Metropolitana: 1

Barracas Central: 2018-2019